# Babiana cedarbergensis
Babiana cedarbergensis är en irisväxtart som beskrevs av Gwendoline Joyce Lewis. Babiana cedarbergensis ingår i släktet Babiana och familjen irisväxter. Inga underarter finns listade i Catalogue of Life.